# Saint-Nazaire-les-Eymes
Saint-Nazaire-les-Eymes ist eine französische Gemeinde mit 3.013 Einwohnern (Stand: 1. Januar 2022) im Département Isère in der Region Auvergne-Rhône-Alpes. Saint-Nazaire-les-Eymes gehört zum Arrondissement Grenoble und zum Kanton Le Moyen Grésivaudan. Die Einwohner nennen sich Saint-Nazairois(es).

## Geographie
Saint-Nazaire-les-Eymes liegt in der Landschaft Grésivaudan. Im Südosten wird die Gemeinde durch die Isère begrenzt. Im Nordwesten liegt der 1.738 Meter hohe Berg Bec Charvet, eine Erhebung im Chartreuse-Gebirge. Umgeben wird Saint-Nazaire-les-Eymes von den Nachbargemeinden Saint-Pierre-de-Chartreuse und Saint-Pancrasse im Norden, Bernin im Norden und Nordosten, Villard-Bonnot im Osten und Südosten sowie Saint-Ismier im Süden und Westen.
Durch die Gemeinde führt die Autoroute A41.

## Weblinks

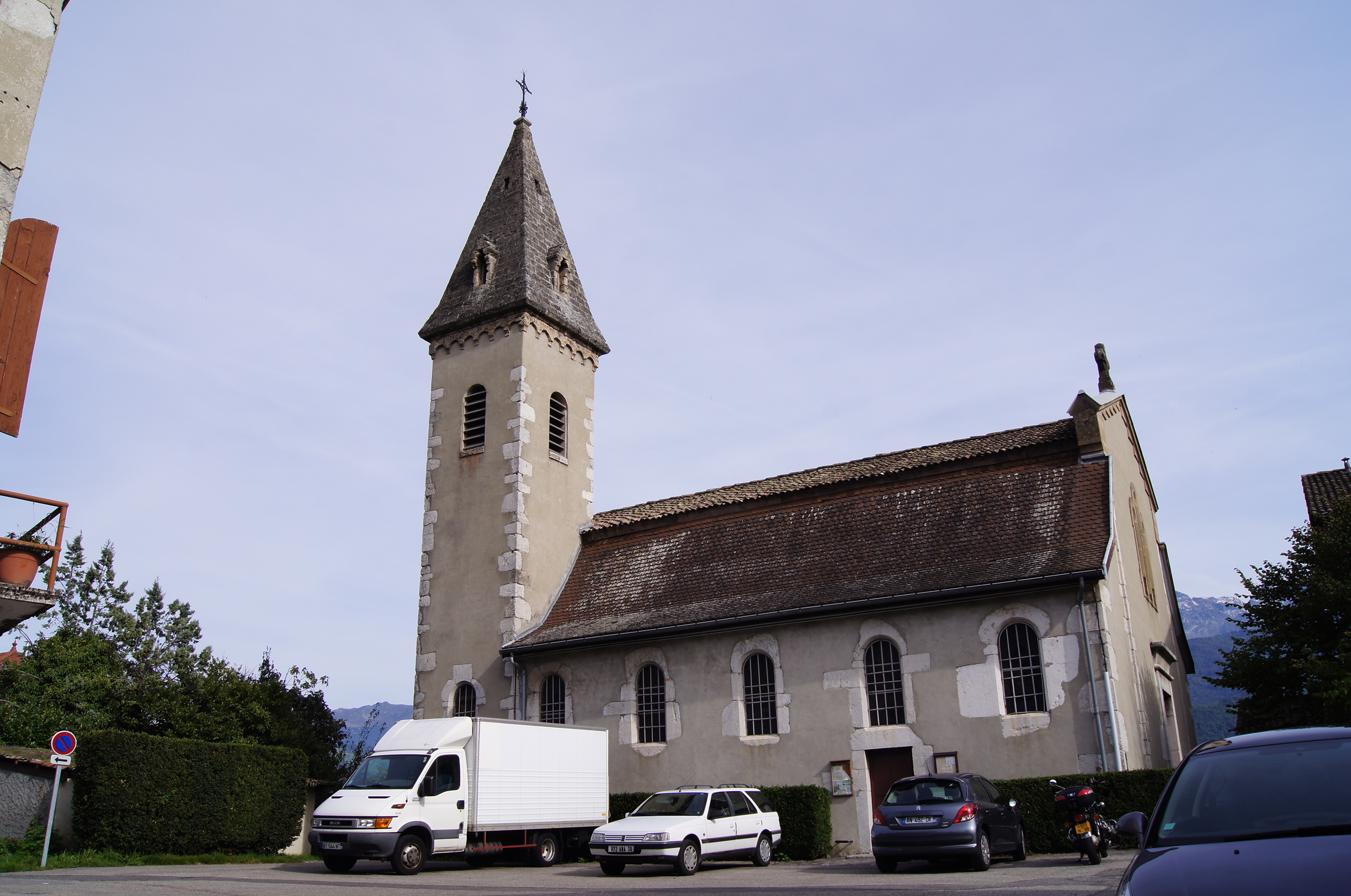
Kirche Saint-Jean-Baptiste

## Bevölkerungsentwicklung
| Jahr                       | 1962 | 1968 | 1975 | 1982 | 1990 | 1999 | 2006 | 2018 |
| -------------------------- | ---- | ---- | ---- | ---- | ---- | ---- | ---- | ---- |
| Einwohner                  | 507  | 728  | 1302 | 1684 | 1940 | 2342 | 2592 | 2949 |
| Quellen: Cassini und INSEE |      |      |      |      |      |      |      |      |

## Sehenswürdigkeiten
- Kirche Saint-Jean-Baptiste